# Vera Grabocka
Vera Grabocka, född 21 mars 1950 i Tirana, är en framstående albansk TV-programsregissör, känd för sina många TV-programsproduktioner. Grabocka är gift med den kände skådespelaren Timo Flloko som tilldelats orden Artist i Merituar. 
Grabocka har regisserat 7 upplagor av musiktävlingen Festivali i Këngës samt 3 av Kënga Magjike. För närvarande är Grabocka aktuell med X Factor Albania, som hon regisserar tillsammans med Alketa Vejsiu. Grabocka har även tidigare samarbetat tillsammans med Vejsiu.